# Nikkō Tōshō-gū
Le Nikkō Tōshō-gū (日光東照宮, Nikkōtōshōgū) est un sanctuaire shinto de type tōshōgū situé dans la préfecture de Tochigi au Japon. Il se situe près de la ville de Nikkō, dans le parc national de Nikkō. Il fait aussi partie des sanctuaires et temples de Nikkō. On y trouve les singes de la sagesse.

## Histoire
Le sanctuaire Tōshō a été construit en 1617 par Tokugawa Hidetada, alors shogun en titre, pour honorer l'un des derniers vœux de son père Tokugawa Ieyasu, premier shogun de l'époque d'Edo et fondateur du shogunat Tokugawa. En 1636, Tokugawa Iemitsu fait agrandir le lieu saint qui prend la forme qui en fait, depuis 1999, l'un des sites historiques inscrits au patrimoine mondial de l'humanité,.

## Architecture
Le sanctuaire est composé de nombreux bâtiments dont trente-neuf sont inscrits comme « biens culturels importants » par le gouvernement et d'autres comme « trésors nationaux ».
L’ishidorī (石鳥居) est le premier torii marquant l'entrée du sanctuaire. Il fut construit en 1618. Le gojūnotō (五重塔) est une pagode se situant à gauche de l'entrée du parc, construite en 1648. Elle fut partiellement détruite par un incendie, puis complètement restaurée.
L’omotemon (表門) est une porte (門, mon) marquant l'entrée plus profondément dans le sanctuaire. Le shinyosha (神厩舎) est une écurie (厩舎, kyūsha) se situant à gauche de l’omotemon. Il abritait les chevaux destinés aux cérémonies. L’omizuya (御水舎) est un bassin couvert permettant de se laver les mains et la bouche pour se purifier avant de rentrer dans certaines parties du sanctuaire.
Le yomeimon (陽明門) est une porte gardée par une paire de zuijin et marquant l'entrée dans le cœur du sanctuaire. Elle est l'un des plus beaux exemples de ce type de porte dans tout le Japon datant de 1636 et classée trésor national depuis 1902. Il a rouvert après quatre ans de travaux de restauration le 10 mars 2017.
Le karamon (唐門) est une porte marquant l'entrée dans la dernière partie du sanctuaire. Elle est parfois appelée « porte chinoise » à cause de son style particulier notamment dans les décorations et ornements.
Plus récemment, des bâtiments destinés à l'accueil des touristes ont été construits, comme le Nikko Toshogu Koyoen faisant hôtel, restaurant, mariages, ainsi qu'un musée et un musée d'art.

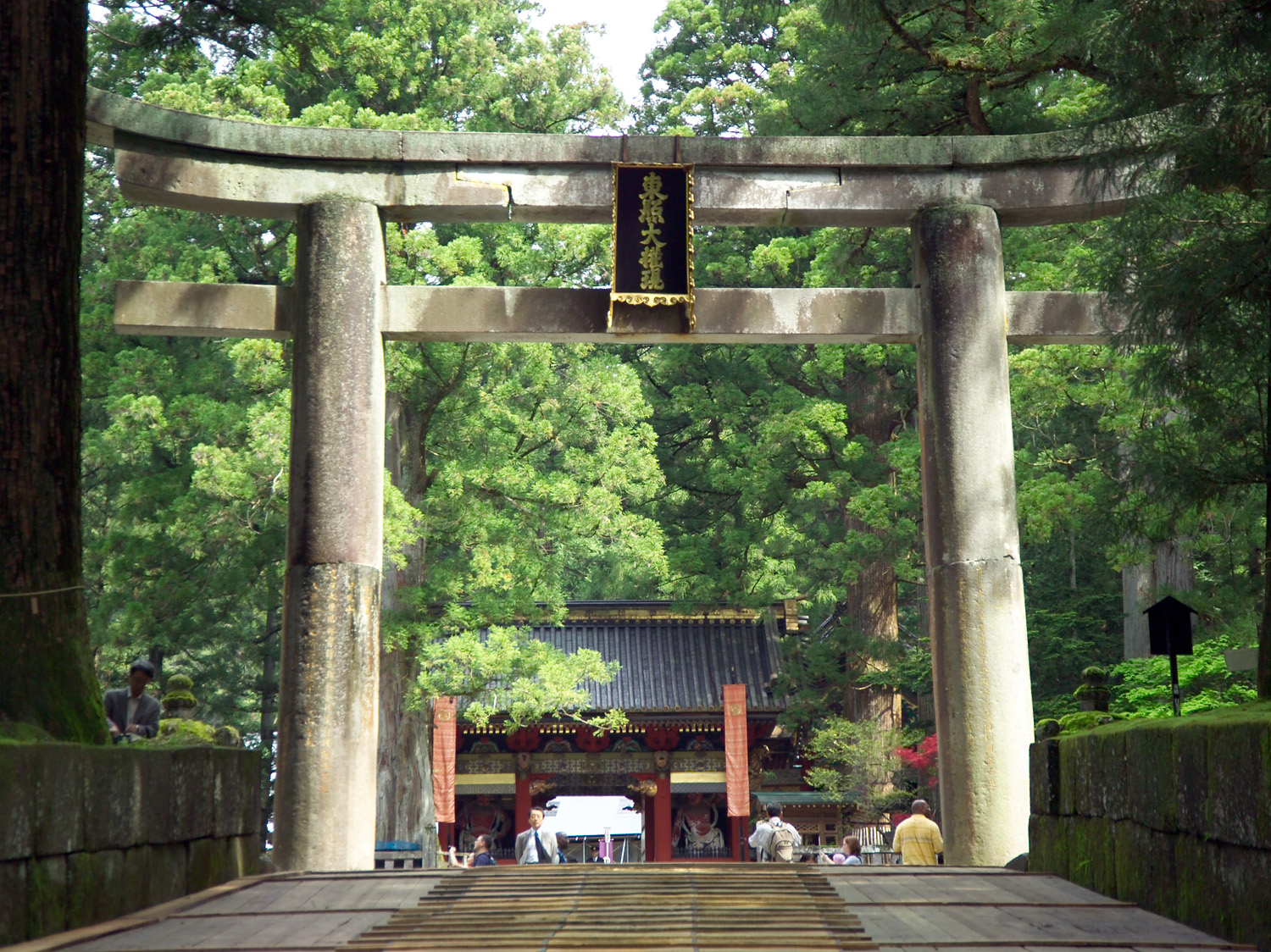
Ishidorī.
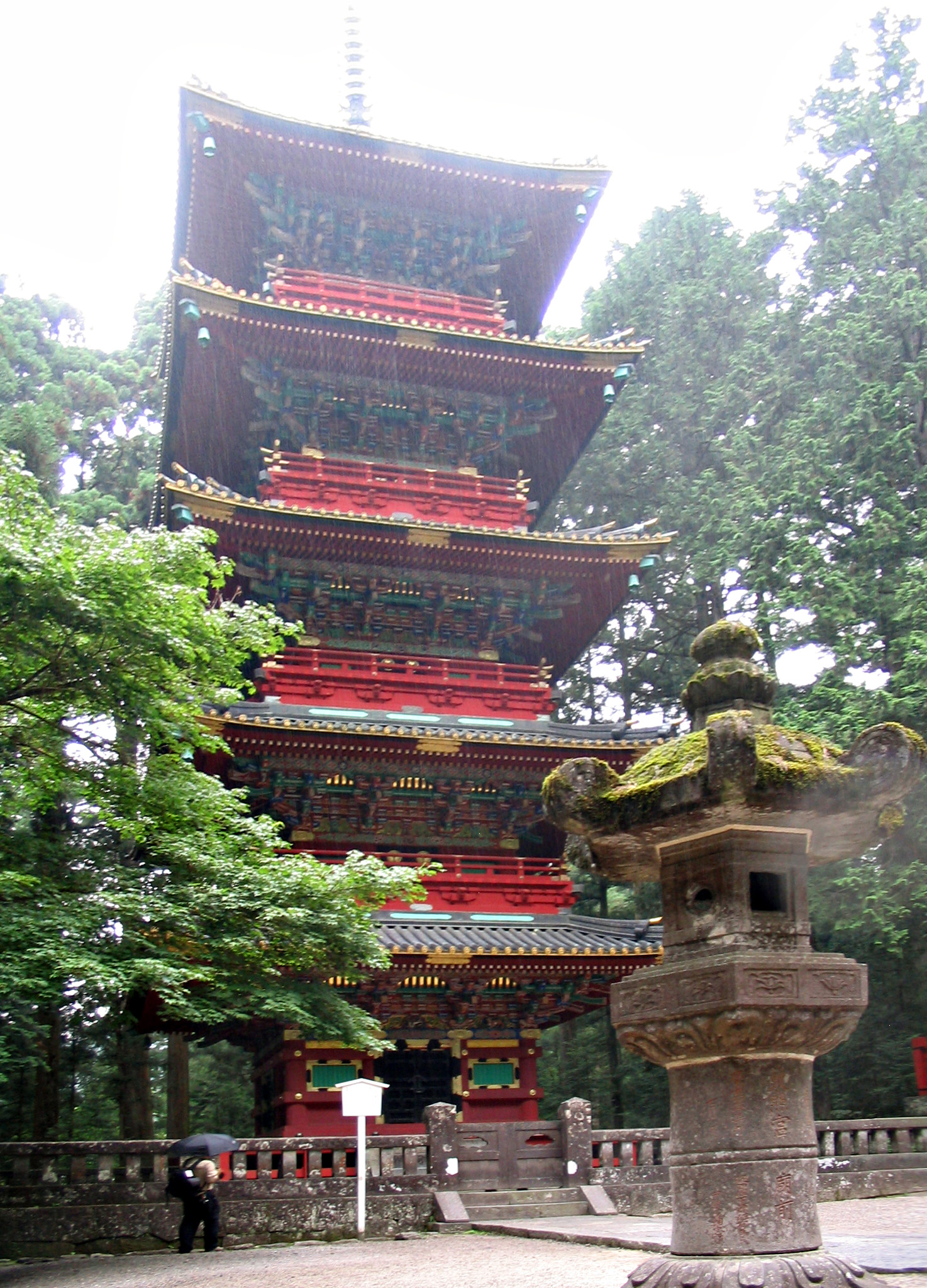
Gojūnotō.
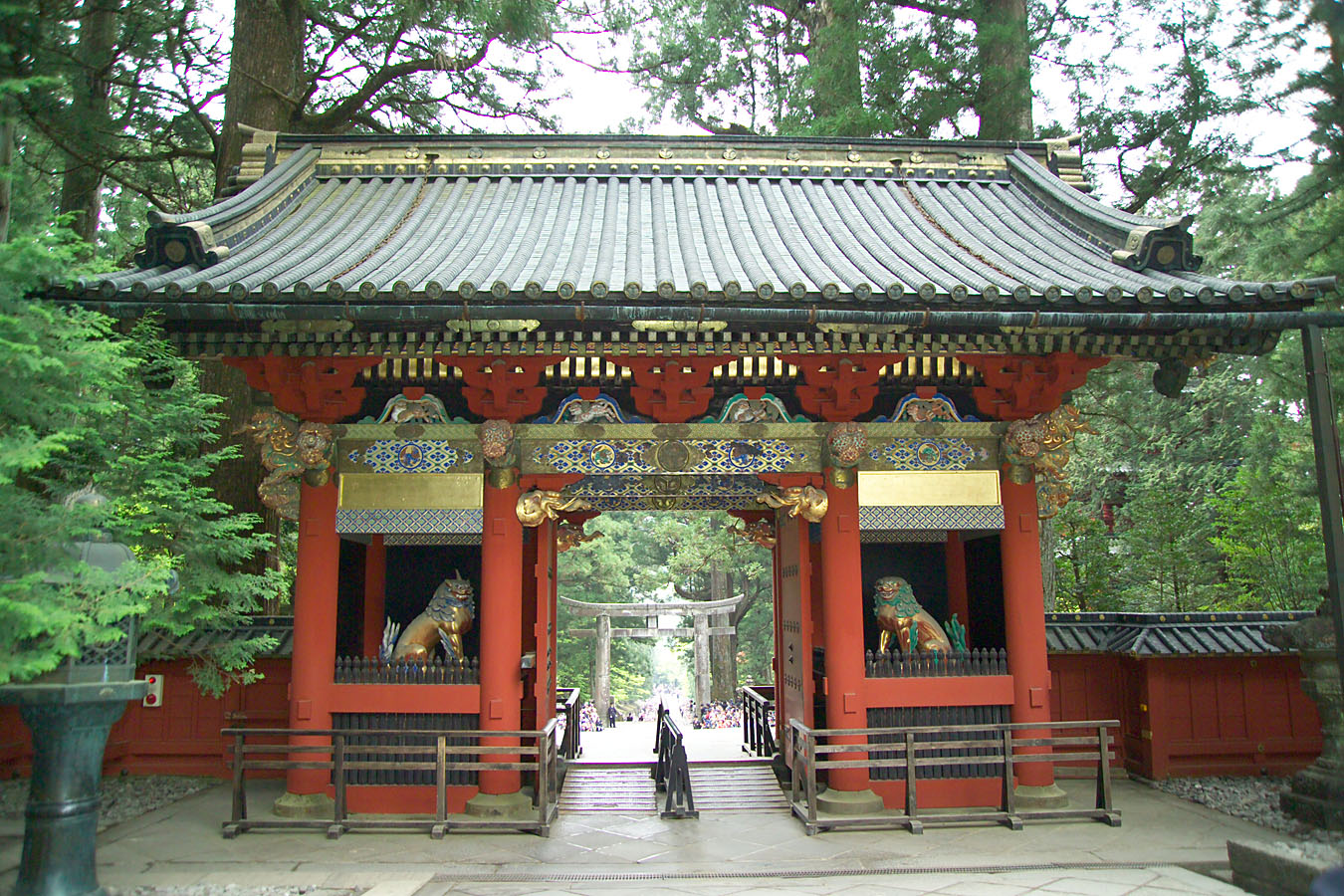
Omotemon.
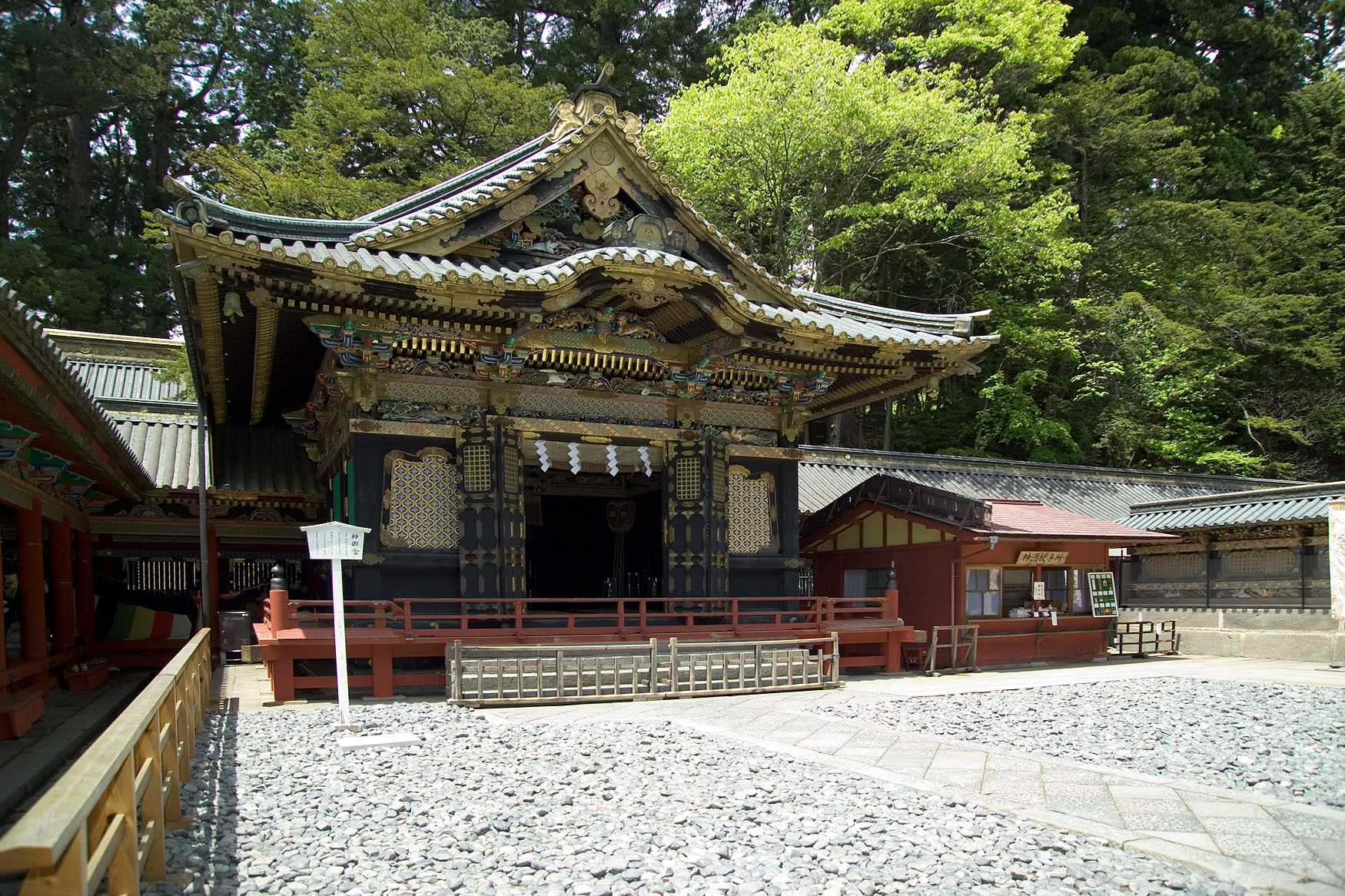
Shinyosha.
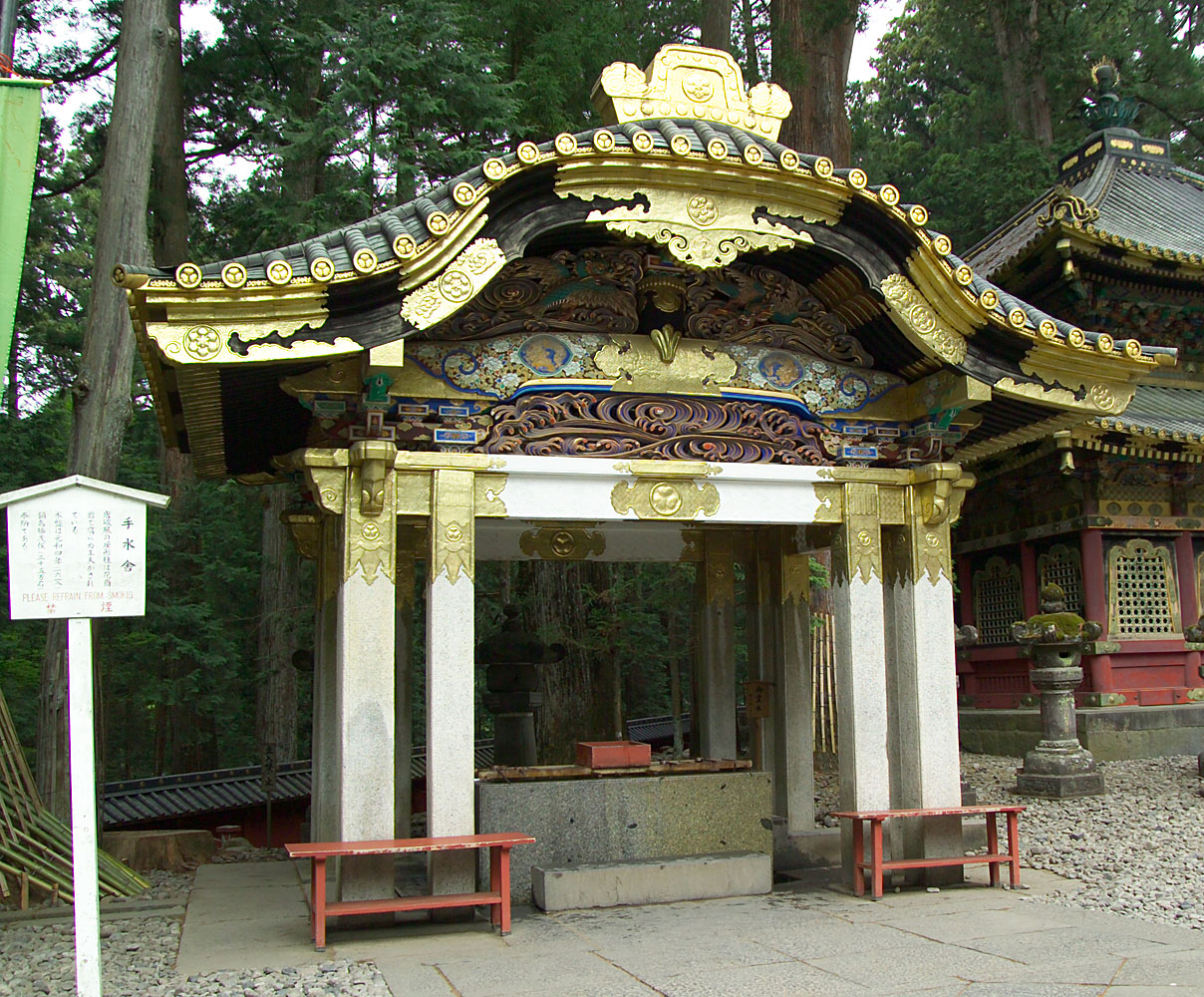
Omizuya.
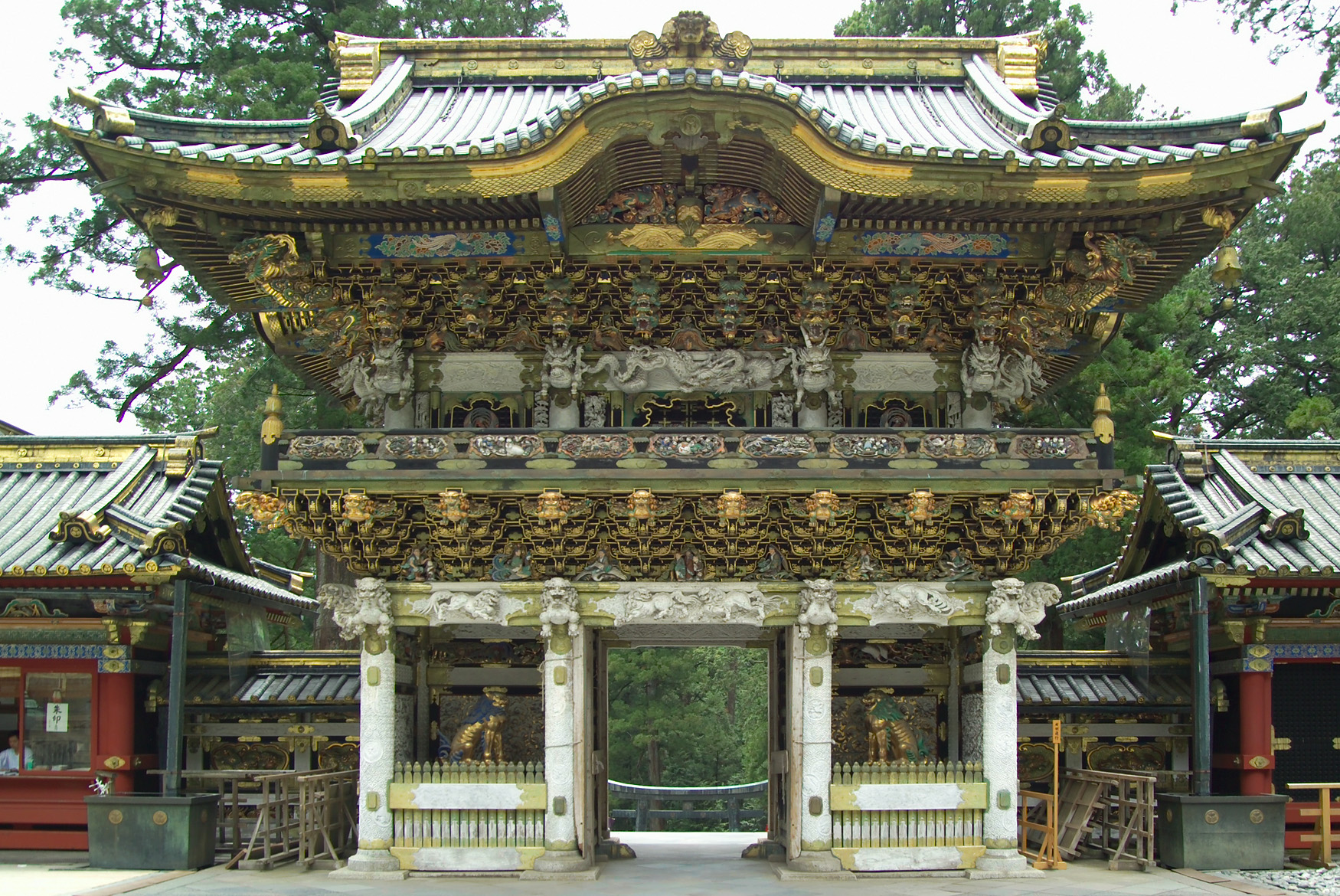
Yomeimon.
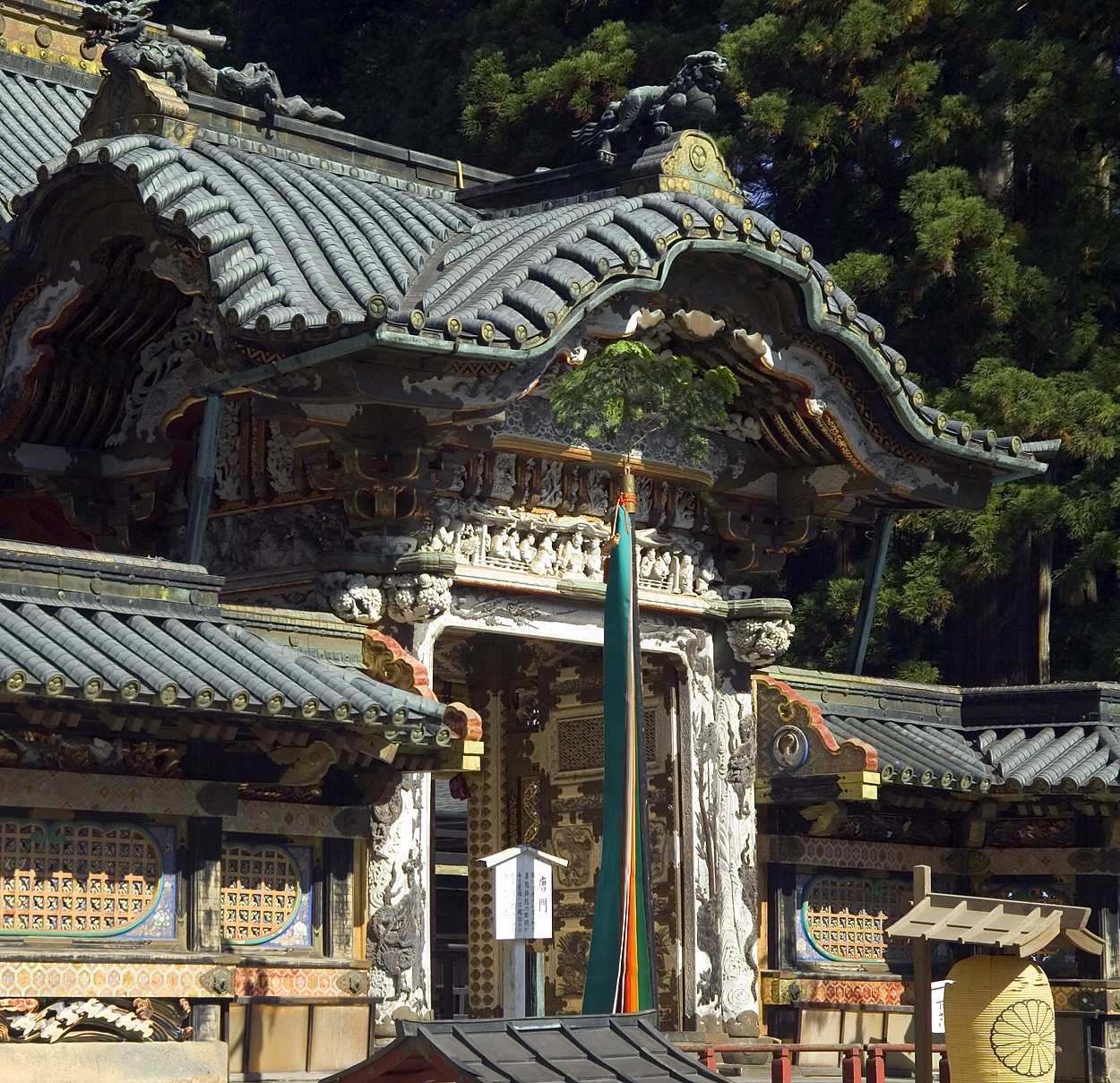
Karamon.
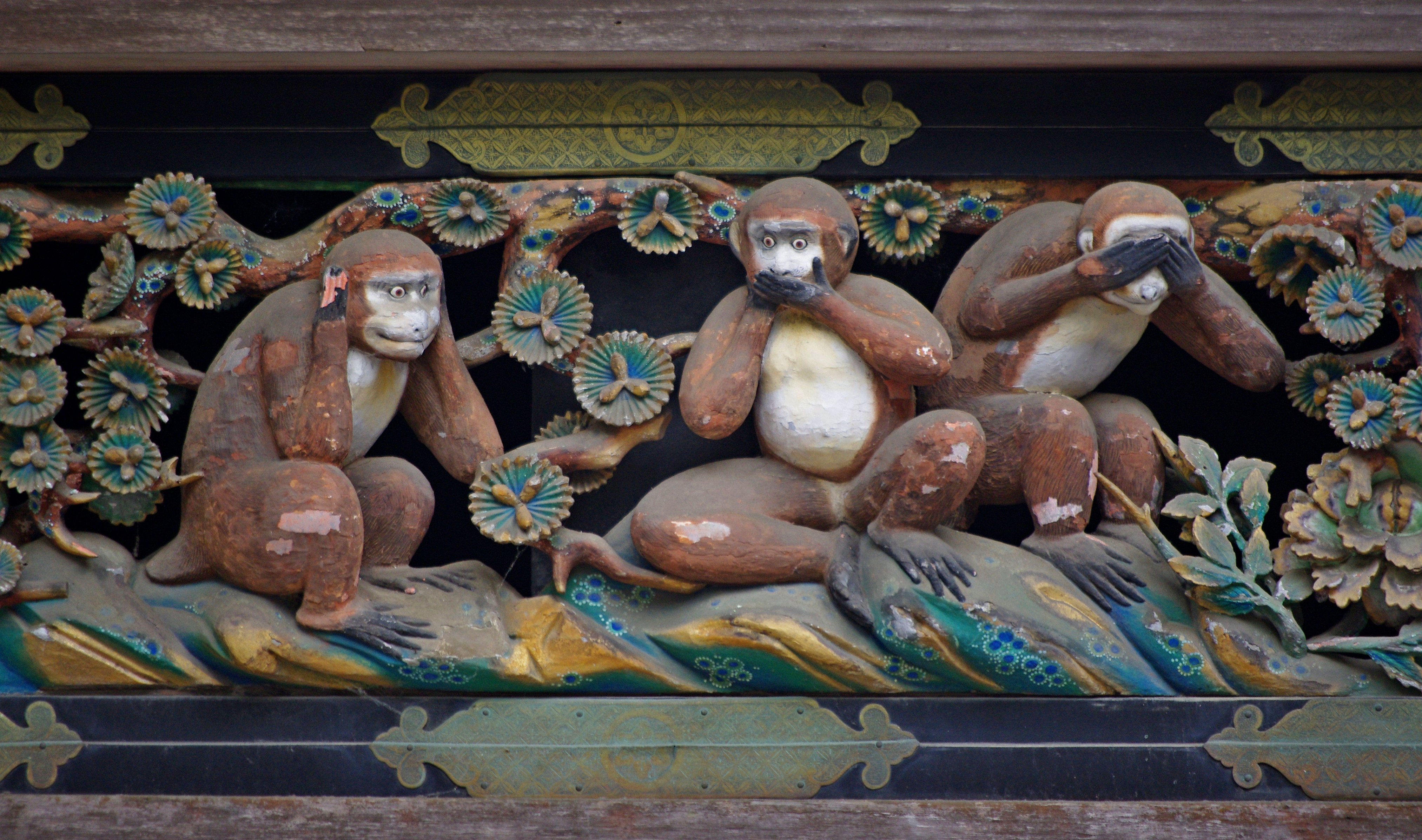
Les singes de la sagesse.
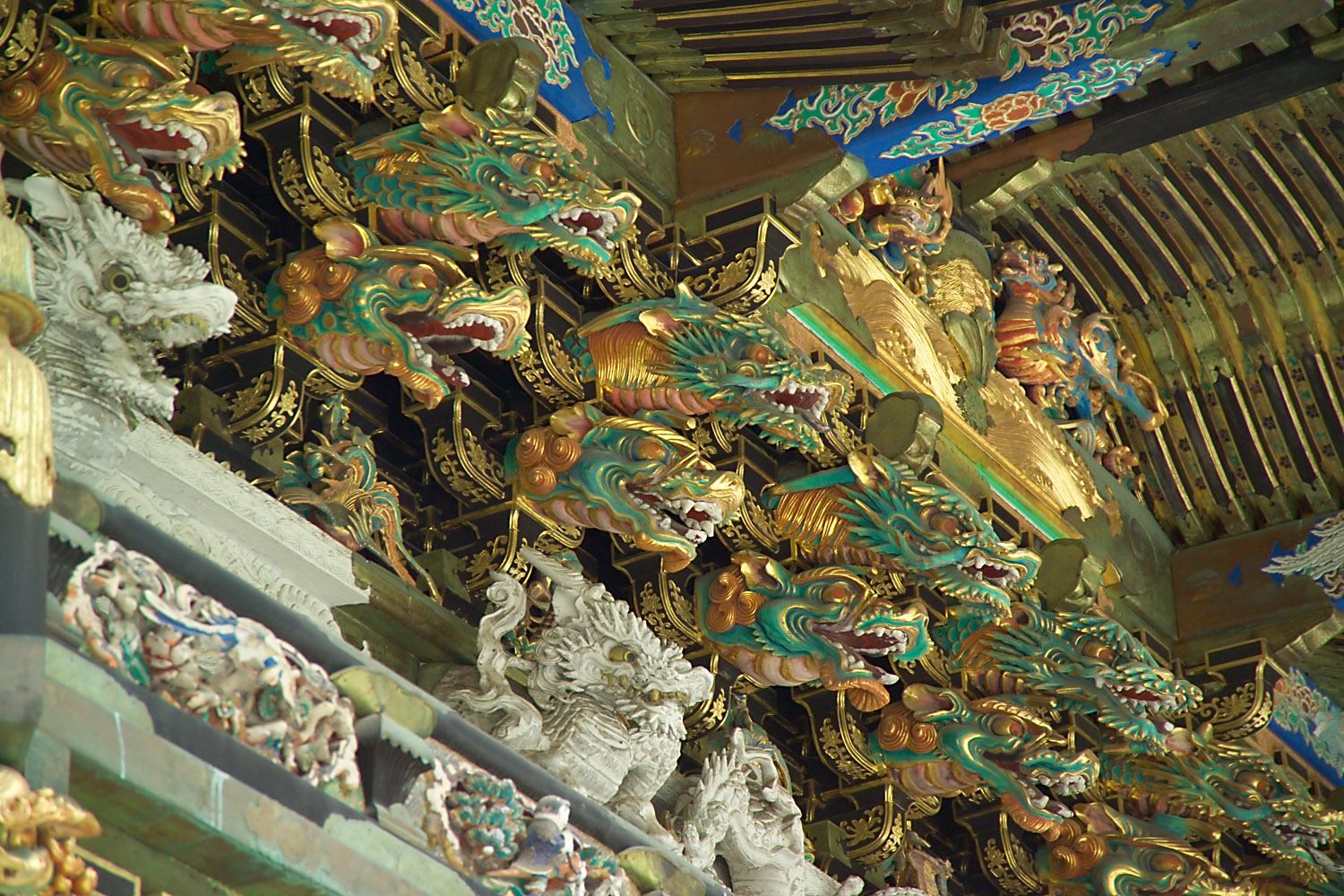
Yomeimon.
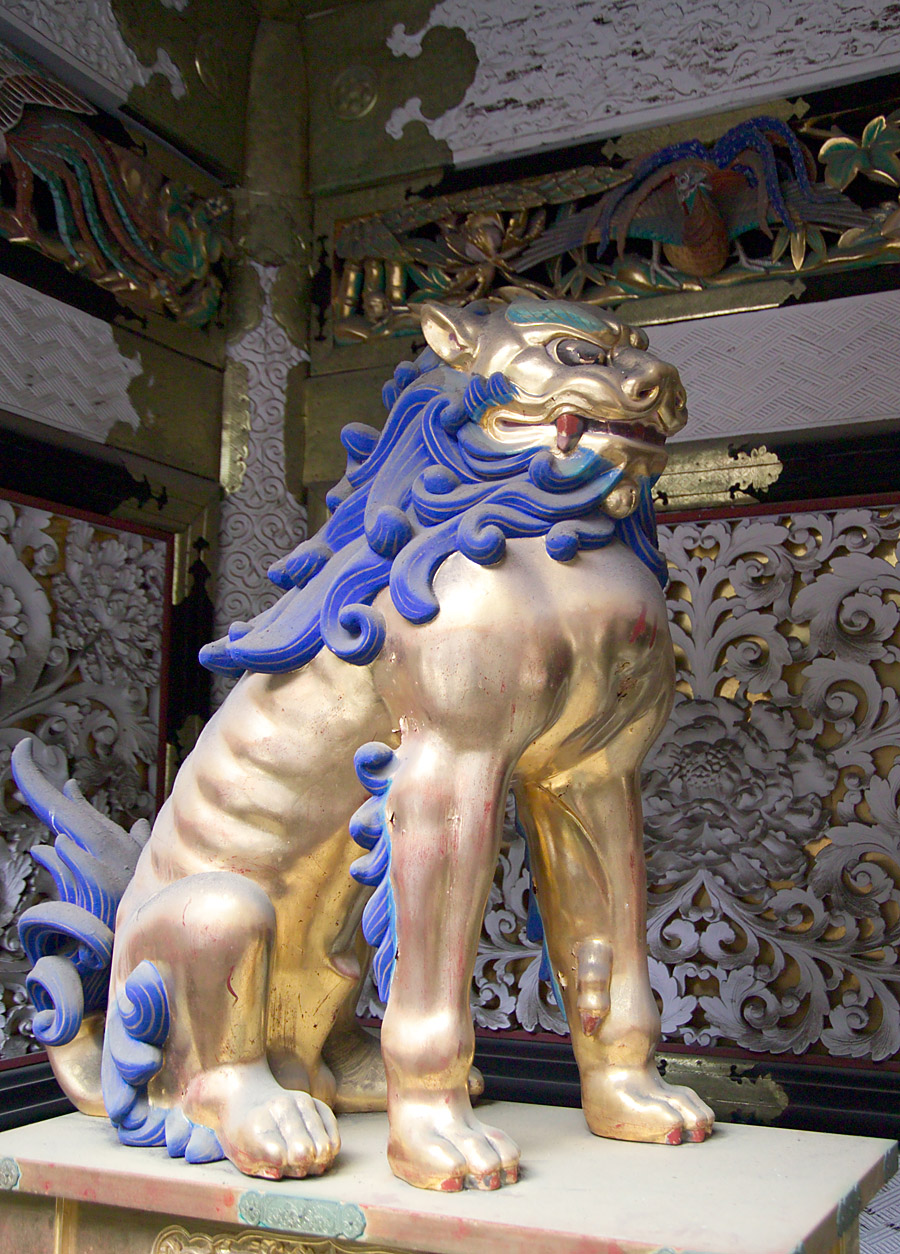
Lion.
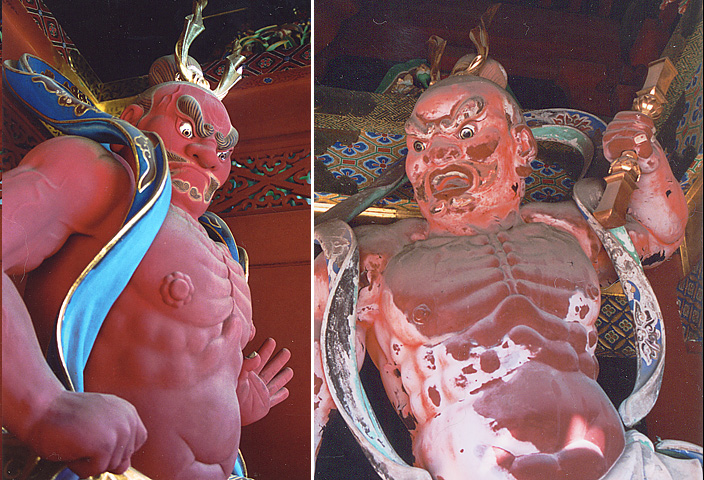
Niō.

Le maître zen Taisen Deshimaru évoque le sanctuaire de Tōshō-gū en ces termes, dans un chapitre intitulé « Beauté naturelle, vérité inconsciente » : « Bien souvent, au Japon, l'incomplet ou l'asymétrie dans l'art sont considérés comme la vraie beauté. Un des plus beaux palais, trésor national du sanctuaire Tōshō-gū, près de Nikko, a un portique d'entrée recouvert de feuilles d'or, le Yo Mei Mon. Le portique est composé de quatre colonnes, dont l'une est à l'envers, le haut et le bas étant inversés. Le portique est toujours regardé comme un modèle de véritable beauté. »

## Festivals
Le principal matsuri (festival) a lieu le 17 et 18 mai de chaque année, il s'agit du Reitaisai. D'autres festivals moins importants sont organisés tout au long de l'année.

## Visite
Du 1er avril au 31 octobre, le temple est ouvert à la visite de 8 h à 17 h, le reste de l'année les horaires sont de 8 h à 16 h. Le prix de l'entrée est de 1 300 yens pour une personne seule et de 1 170 yens par personne pour un groupe de plus de 35 personnes.

### Accès
Le site est accessible par divers moyens de transport depuis la ville de Nikkō, notamment par train et ligne de bus.